# Stratovarius
Stratovarius est un groupe de power metal finlandais originaire d'Helsinki. Formé en 1984, le groupe joue une musique caractérisée par un croisement entre le speed mélodique d'Helloween et le metal néoclassique d'Yngwie Malmsteen, avec une touche hard FM dans une moindre mesure. Le nom est une contraction entre Stratocaster et Stradivarius.
Le groupe a produit seize albums studios, dont le dernier, Survive, est sorti en 2022.

## Biographie

### Origines (1984–1988)
Le groupe est formé en 1984 par le bassiste John Vihervä, le batteur et chanteur Tuomo Lassila, et le guitariste Staffan Stråhlman. Le premier nom du groupe était Black Water. À cette époque, le groupe était principalement influencé par Black Sabbath, Ozzy Osbourne et  Metallica. John Vihervä quitta le groupe fin 1984 et fut remplacé par Jyrki Lentonen qui jouait auparavant avec Timo Tolkki dans un groupe nommé Road Block. En 1985, c'est au tour de Staffan Stråhlman de quitter le groupe, une semaine avant un concert prévu à Aalborg, au Danemark. Tuomo Lassila fait appel à Tolkki pour le remplacer. Ce dernier prend bientôt en charge la partie vocale, apporta des influences telles que Yngwie Malmsteen, Blackmore, Rainbow ou encore de la musique baroque, et devient rapidement le principal auteur/compositeur du groupe jusqu'à son départ en 2008.

### Débuts (1989–1995)
En 1989 sort le premier album du groupe Stratovarius. Composé par Timo Tolkki, l'album s'intitule Fright Night. En 1990, le bassiste Jyrki Lentonen quitte le groupe pour céder sa place à Jari Behm. Ce dernier apparaît en photo dans le deuxième album intitulé Twilight Time, bien que les partitions de basse ne soient pas de lui. Il quitta le groupe peu de temps après.
En 1992, le deuxième album, appelé Stratovarius II, est publié en Finlande. Quelque temps plus tard, en octobre 1992, l'album sort avec une nouvelle pochette et un nouveau nom, Twilight Time dans toute l'Europe. C'est avec cet album que le groupe commença à conquérir le Japon où il devint très apprécié. Pour cet album, le batteur Sami Kuoppamäki, du groupe de rock progressif Kingston Wall, remplace Tuomo Lassila sur quatre pistes. En 1993, le bassiste Jari Kainulainen entre dans le groupe pour enregistrer la majorité de leur troisième album intitulé Dreamspace. Cet album sortit mondialement en 1994. En juin 1994, le groupe réalise sa première tournée au Japon et joue à Tokyo, Osaka et Nagoya.
Dreamspace est le dernier album avec Timo Tolkki en tant que chanteur puisqu'en 1995, Timo Kotipelto remplace Tolkki au chant. En mars de cette même année, Fourth Dimension, leur quatrième album, sort mondialement. Timo Kotipelto prend en charge toute la partie vocale de l'album laissant ainsi Timo Tolkki se consacrer exclusivement à la guitare et à la composition. L'album marque un changement musical par rapport à son prédécesseur Dreamspace. L'âme du groupe actuel était née.

### Succès mondial (1996–2003)
Le cinquième album, Episode, voit l'entrée du batteur Jörg Michael qui remplaça Tuomo Lassila, et du claviériste Jens Johansson issu du groupe d'Yngwie Malmsteen. Episode est considéré comme un classique du genre et contient plusieurs des meilleurs titres speed de Stratovarius tels Father Time et Speed of Light. Le groupe connait un succès mondial avec les albums Visions, Destiny et Infinite où il fait des tournées dans le monde entier, du Japon à l'Amérique latine. Ils sont considérés comme l'apogée du groupe.
À l'été 2002, le groupe commence à enregistrer Elements Part 1 considéré comme l'album le plus symphonique et épique que Stratovarius ait produit. Les albums Elements Part 1 et Elements Part 2 sortent tous les deux en 2003.

### Départs et tensions (2005–2008)
En 2005, le groupe sort un album éponyme tandis que le bassiste Jari Kainulainen quitte le groupe après douze ans de service, remplacé par Lauri Porra. Le son de ce nouvel album sonne davantage heavy et les morceaux mid-tempo remplacent les rythmes rapides. L'ambiance est plus sombre qu'auparavant. Globalement, les critiques sont un peu décevantes. Le 2 avril 2008, le leader et compositeur du groupe, Timo Tolkki, annonce la fin de Stratovarius dans un long message, posté sur son site officiel. Cette fin brutale est expliquée par plusieurs divergences et par une mauvaise ambiance au sein du groupe depuis quelque temps. À la suite de cela, Timo Tolkki forme son nouveau groupe, Revolution Renaissance. Toutefois, un désaccord a lieu entre Timo Tolkki et les autres membres du groupe, ces derniers voulant poursuivre l'aventure Stratovarius. Finalement, le 20 mai 2008, Tolkki décide d'abandonner tous ses droits sur le nom et le catalogue du groupe mettant un terme à la crise.

### Retour sur scène (2008–2012)

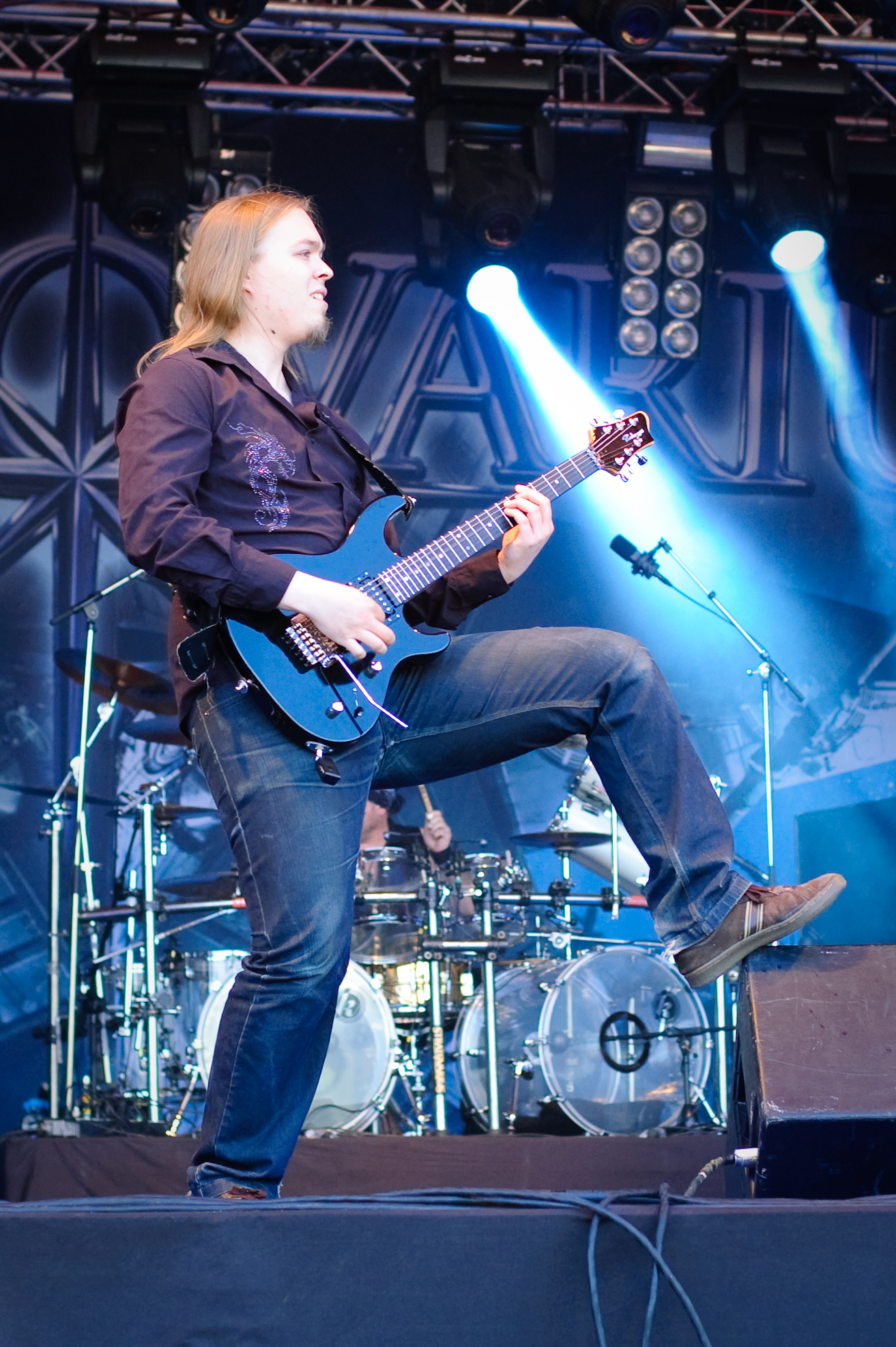
Matias Kupiainen se joint au groupe en 2008.

Durant la deuxième moitié de 2008, le groupe annonce alors successivement sur son site officiel l'arrivée de Matias Kupiainen en tant que nouveau guitariste, la sortie d'un album et une série de concerts en Europe, signifiant ainsi le retour du groupe sur la scène metal pour 2009. Le 20 février 2009, le groupe rend public le nom de l'album, Polaris.

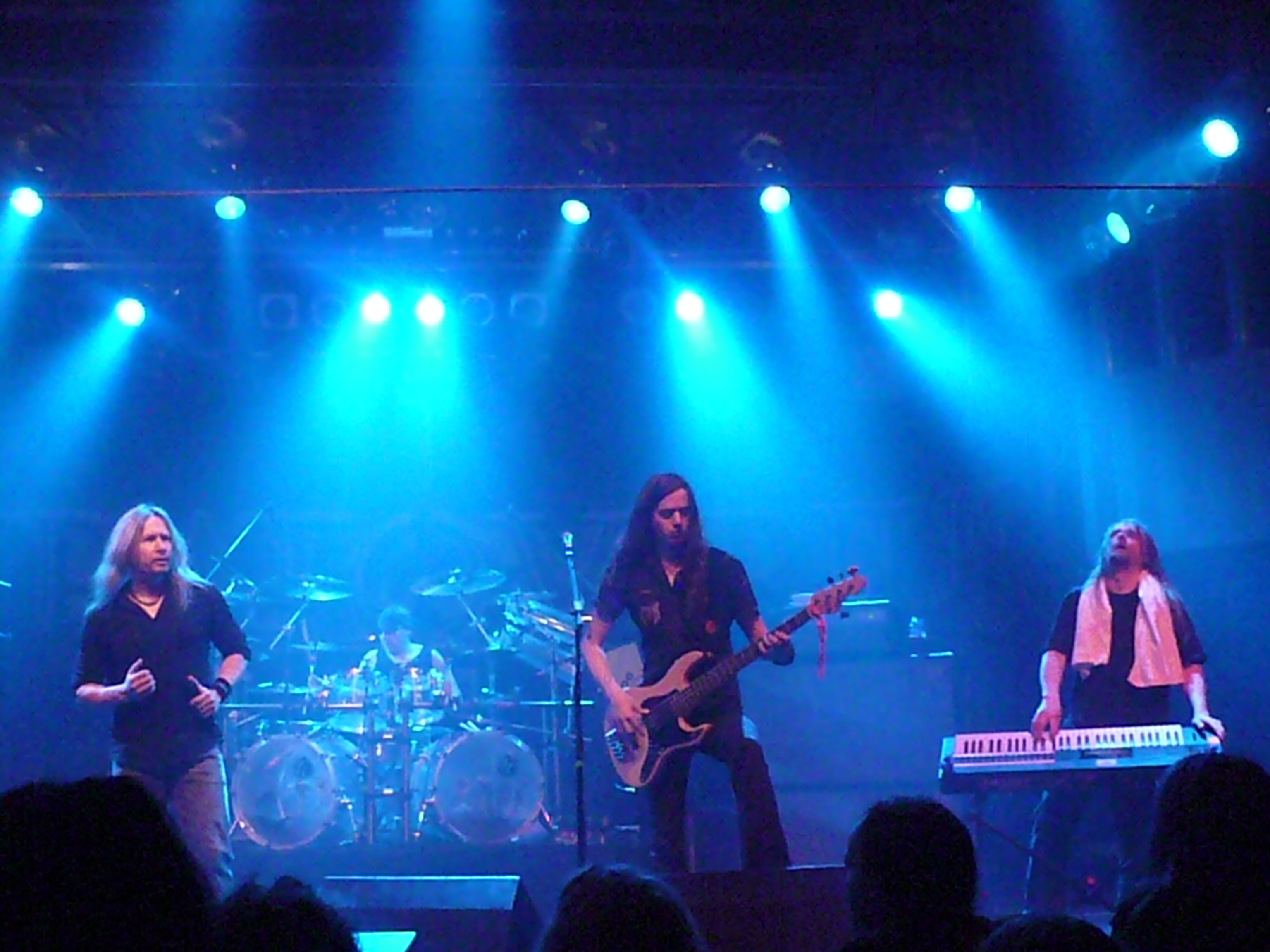
Stratovarius le 2 février 2010 à Sarrebruck avec Jörg Michael à la batterie.

Durant l'année 2010, après la tournée mondiale pour la promotion de Polaris, le groupe se penche sur la composition d'un nouvel album : Elysium sort le 14 janvier 2011, et atteint rapidement la première place des ventes en Finlande. Stratovarius tourne en première partie du groupe Helloween pour sa promotion. Elysium est produit par Matias Kupiainen, le guitariste du groupe depuis 2008 et principal compositeur du groupe.
En septembre 2011, le batteur Jörg Michael quitte le groupe pour des raisons personnelles ; il termine néanmoins toutes les dates de concert annoncées. Le 20 juin 2012, le groupe annonce que Rolf Pilve sera désormais leur nouveau batteur.

### Nemesis,EternaletSurvive(depuis 2013)
Le 25 janvier 2013 sort le quatorzième album du groupe intitulé Nemesis. Il est adulé par la presse spécialisée et considéré comme étant le meilleur album de Stratovarius depuis Destiny sorti en 1998[réf. nécessaire]. Ils publient également un DVD intitulé Nemesis Days, en mai 2014, avec quelques scènes de leur tournée Nemesis World Tour enregistrées la même année.
En août 2014, le groupe annonce quelques concerts consacrés à leur album Visions publié en 1997. L'album est joué dans son intégralité. Le premier concert se déroule le 12 septembre 2014 au Progpower USA d'Atlanta. Le 5 décembre 2014, Elements Part 1 et Elements Part 2 sont réédités en coffret 3CD+DVD digipack, avec une cassette comprenant des démos exclusives, un t-shirt de la tournée Elements et une reproduction du programme original de leur tournée.
Le 24 avril 2015, Stratovarius annonce un quinzième album, Eternal, pour le 11 septembre 2015. Le 23 juin 2015, Stratovarius révèle la couverture de l'album et sa liste de chansons officielle. En octobre 2015, Stratovarius effectue une tournée mondiale en soutien à ce nouvel album. Leur nouvelle tournée européenne débute le 27 août en Allemagne pour s'achever le 15 novembre en Tchéquie après deux dates en France (Besançon, le 31 octobre et Paris le 1er novembre). 
Le 20 mai 2016, le groupe publie une compilation simplement appelée Best Of qui comprend une chanson inédite intitulée Until the End of Days.
Fin septembre 2018, le groupe sort un nouvel album, Enigma:Intermission II qui comprend des morceaux rares, des reprises et trois nouvelles chansons. Ils créent une tournée nommée A nordic symphony avec Tarja Turunen. Leur seule date en France est à Grenoble le 14 octobre 2018.

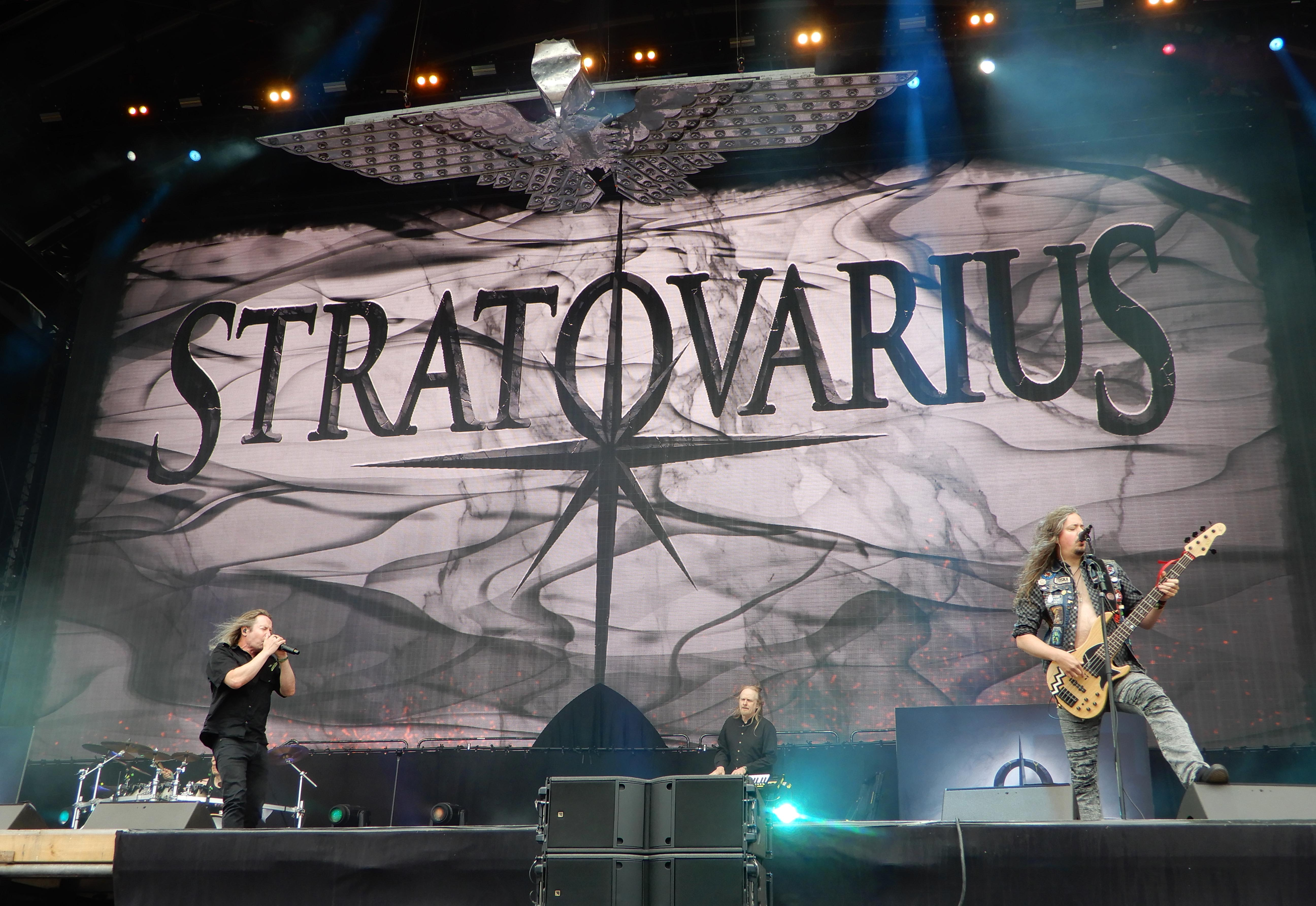
Stratovarius au Hellfest 2024.

Un seizième album appelé Survive sort en 2022. Il est très bien reçu par la presse spécialisée[réf. nécessaire].

## Membres

### Membres actuels
- Timo Kotipelto : chant solo (depuis 1994)
- Jens Johansson : claviers (depuis 1995)
- Lauri Porra : basse, chœurs en concert (depuis 2005)
- Matias Kupiainen : guitare, chœurs en concert (depuis 2008)
- Rolf Pilve : batterie (depuis 2012)

### Anciens membres
- Tuomo Lassila : batterie (1984–1995), chant solo (1984–1985)
- John Vihervä : basse (1984–1987)
- Staffan Stråhlman : guitare (1984–1985)
- Mika Ervaskari : claviers (1984–1987, mort en 2005)
- Jyrki Lentonen : basse (1987–1990)
- Antti Ikonen : claviers (1988–1995)
- Jari Behm : basse (1989–1993)
- Timo Tolkki : guitare (1985–2008), chant solo (1985–1994), chœurs en studio (1994–2008)
- Jari Kainulainen : basse (1993–2005)
- Jörg Michael : batterie (1995–2012)
- Katriina « Miss K » Wiiala : chant solo (2004)

### Anciens membres de session
- Sami Kuoppamäki (studio) : batterie (1993-1994)
- Anders Johansson (concert) : batterie (2004)
- Alex Landenburg (concert) : batterie (2010)

## Discographie
Albums studio
- 1989 : Fright Night
- 1992 : Twilight Time
- 1994 : Dreamspace
- 1995 : Fourth Dimension
- 1996 : Episode
- 1997 : Visions
- 1998 : Destiny
- 2000 : Infinite
- 2003 : Elements Part 1
- 2003 : Elements Part 2
- 2005 : Stratovarius
- 2009 : Polaris
- 2011 : Elysium
- 2013 : Nemesis
- 2015 : Eternal
- 2022 : Survive